# Guillermo Portabales
José Guillermo Quesada Castillo, dit Guillermo Portabales, né le 6 avril 1911 à Rodas (Cuba), et mort accidentellement à San Juan (Porto Rico) le 25 octobre 1970, est un chanteur et guitariste qui s'est distingué dans l'interprétation de la musique populaire cubaine. Il a réalisé une grande partie de sa carrière artistique à Porto Rico.
Ses guajiras langoureuses, mélancoliques et lyriques, ainsi que son style de chant élégant l'ont rendu populaire dans toute l'Amérique latine. Sa composition la plus célèbre, El carretero, a été reprise par nombre de chanteurs cubains (dont Buena Vista Social Club), mais aussi par d'autres interprètes du continent.

## Biographie
Son père était José Quesada y Perez de Casteiro Oreste et sa mère était Marcela Estefania Castillo y Rodriguez de Vueltas Cuba. Son lieu de naissance était Rodas dans l'ancienne province de Santa Clara (Las Villas). Dans l'actuelle Province de Cienfuegos. Il a grandi à Cienfuegos. Son père est décédé quand il avait environ 8 ans, sa mère s'est ensuite remariée avec un homme dont le nom de famille était Portabales (le directeur de l'hôpital de Cienfuegos), d'où son « nom de scène ». Portabales était marié à une femme nommée Araminta et avait un fils nommé Guillermo. Portabales avait un frère nommé Manuel Eleuterio Quesada y Castillo. Son frère était marié à Sylvia Ester Ramirez y Gonzalez, qui avait quatre enfants Manuel Antonio Quesada (né à Caracas en 1955), José Guillermo Quesada (Né à Caracas Venezuela en 1957), Sylvia Mercedes Quesada (née à Caracas en 1958) et Reynaldo Quesada (né à Miami en 1960).
De 11 à 18 ans, il travaille dans une imprimerie, mais commence aussi à chanter et à jouer de la guitare.
- En 1928, il se produit à la radio de Cienfuegos, et continuera tout en travaillant.
- En 1936, le chanteur Leopoldo Fernandez l’engage  pour une tournée à Porto Rico, où il s’établit. Il est reçu comme une icône de la musique paysanne. C'est en terre portoricaine que ce troubadour commence une longue vie d'enregistrements et parcourt toute l'Amérique centrale avec le label RCA Víctor[1].
- En 1939, il rencontre celle qui sera sa femme, Arah Mina López, journaliste au magazine Somos, puis entame, en sa compagnie, une vaste tournée en Amérique du Sud.
- En 1940, il revient travailler à la radio à La Havane
- En 1953, il s’établit définitivement à Porto Rico, enregistre beaucoup, mais ne chante plus que rarement en public.

Portabales meurt tragiquement à San Juan, Porto Rico, le 25 octobre 1970, renversé par une voiture alors qu'il sortait du restaurant où il donnait un spectacle.
En 2006, le groupe africain Kékélé a sorti un album, Kinavana, qui a « réafricanisé » les chansons que Portabales avait composées ou interprétées, en leur donnant de nouvelles paroles en langue lingala et en les jouant dans un style congolais. Comme l'a écrit un journaliste du Washington Post, Mark Jenkins, l'album de 2006 « célèbre Portabales, qui est décédé avant d'apprendre que sa musique était devenue populaire en Afrique ».